# معهد أبي بن كعب جامبي
معهد أبي بن كعب جمبي هو معهد السنية الذي يقع في مدينة جامبي, المحافظة جامبي. تقع على وجه التحديد على جى. الجولف الثاني ، بيماتانج سولور ، تيلانايبورا ، مدينة جامبي. تأسست هذه المدرسة الداخلية من قبل الأستاذ أبو سلمى [الإنجليزية]، إل سي. في عام 2009 تحت رعاية يايسان الإمام البخاري الاتساري [الإنجليزية]. يايسان الإمام البخاري الأتصاري هي واحدة من المؤسسات التي انتشرت الدعوة السلفية في محافظة جامبي. تقع معهد أبي بن كعب على أرض مساحتها 3702 م2 تقع في وسط مدينة جامبي بحيث يسهل الوصول إليها بواسطة المركبات العامة والخاصة. فهم معهد عبي بن كعب الاعتدال الديني على أنه خطاب يتعلق بالتسامح أو التسامح.

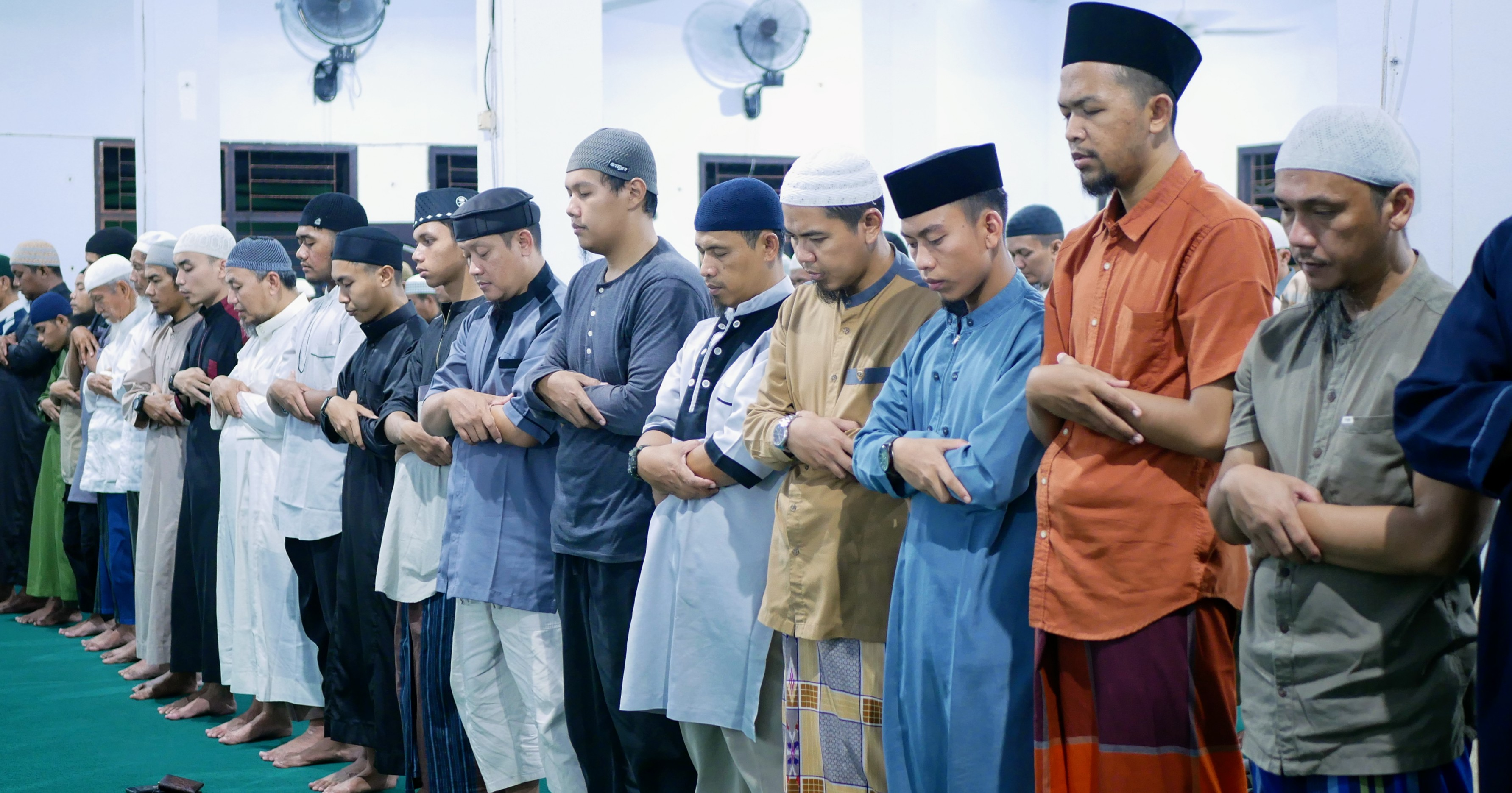
أنشطة صلاة التراويح في رمضان عام 1444هـ في مسجد ابي بن كعب الجامبي

تكلفة التعليم في هذه المدرسة الداخلية مجانية مع مرافق مريحة تتكون من : غرفة دراسة ، عنبر ، مرافق عبادة (مسجد عبي بن كعب جامبي) ، مقصف وملعب رياضي. تم بناء هذه المدرسة الداخلية من قبل الأستاذ أبو سلمى ، إل سي. وسائل الإعلام التي غالبا ما تبث أنشطة الدراسة في هذه المدرسة الداخلية هي تلفزيون عزة [الإنجليزية] وراديو سلام جامبي 105.1 اف ام [الإنجليزية]. المنهج المطبق في بوندوك بيسانترين أوباي بن
كعب هو منهج مدرسة داخلية إسلامية سلفية يتخرج منها
ومن المتوقع أن تكون قادرة على أن تصبح شخصية المجتمع الذي يعرف القرآن عن ظهر قلب وغير المختصة في مجال العلوم الدينية. وافق معهد أبي بن كعب على العديد من الطلاب. حتى البعض منهم يواصلون تعليمهم حاليا في الجامعة الإسلامية بالمدينة المنورة, ليبيا والتعليم الإسلامي في أماكن أخرى.

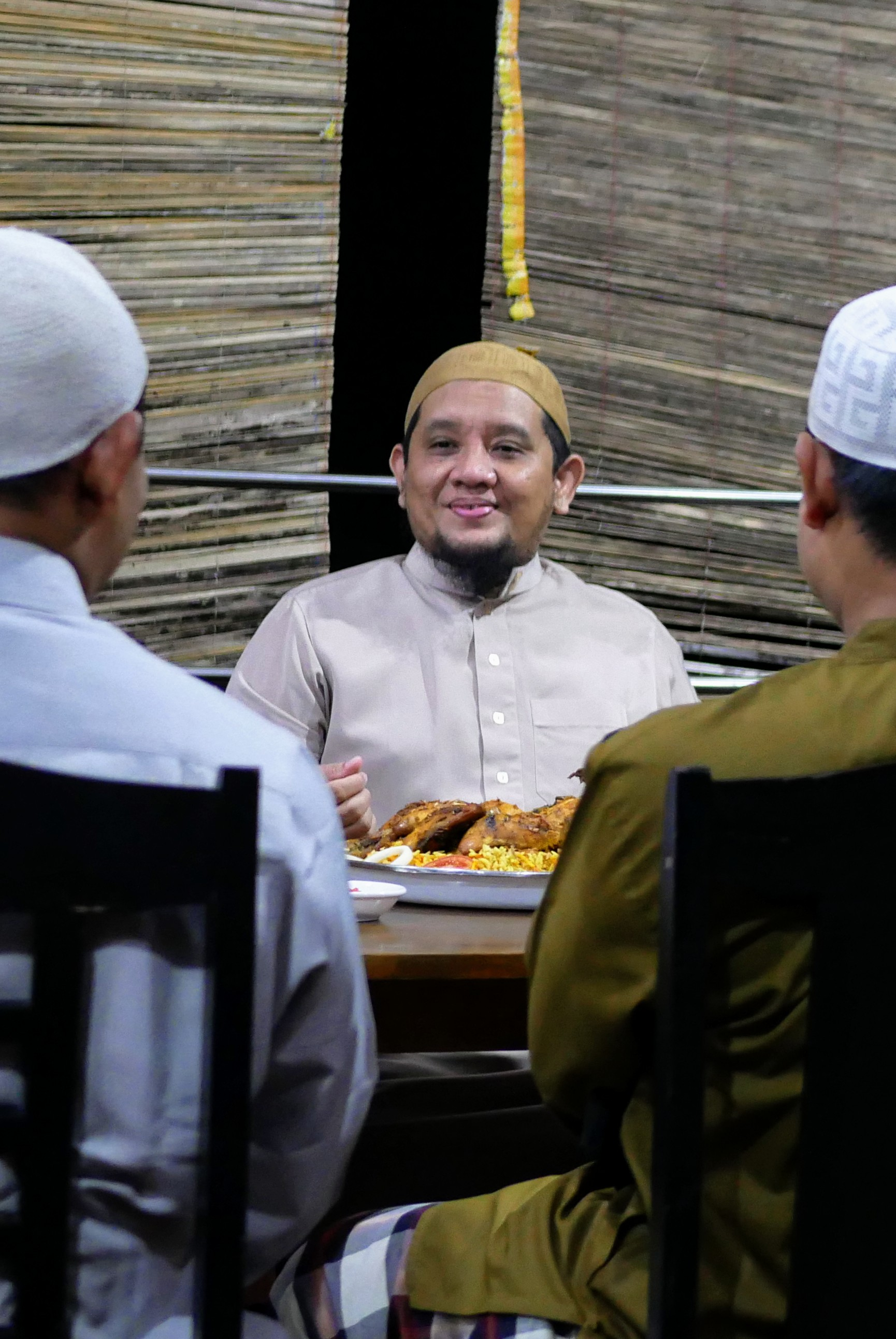
الأستاذ أبو سلمى ، إل سي. مؤسس معهد ابي بن كعب

## مسجد

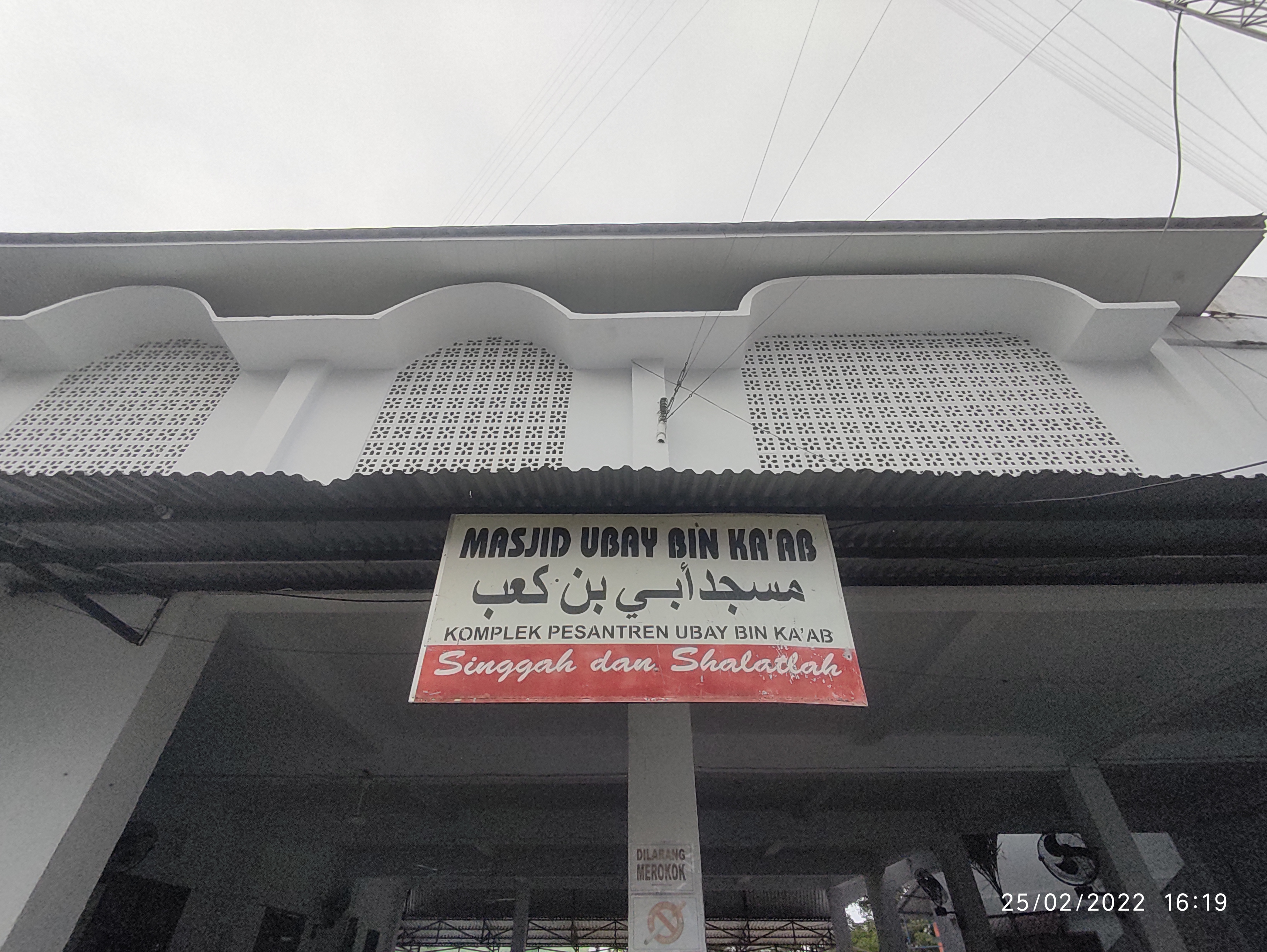
لوحة مسجد ابي بن كعب جامبي

مسجد ابي بن كعب مسجد الذي يقع على جى. جولف الثاني بيماتانغ سولور ، تيلانايبورا, مدينة جامبي. تم إنشاء هذا المسجد بالتزامن مع إنشاء مدرسة عبي بن كعب الإسلامية الداخلية.